# Siw Erixon
Siw Erixon, folkbokförd Siv Birgitta Erixon, född 30 mars 1957 i Timrå, Västernorrlands län, är en svensk skådespelare.

## Biografi
Erixon föddes och växte upp i Timrå och flyttade till Malmö 1982 för att läsa vid Teaterhögskolan i Malmö. Efter studierna blev hon frilans och har medverkat i föreställningar som Spring Awakening på Malmö Opera, The Full Monty på Malmö Opera och Musikteater, Skönheten och odjuret på Göteborgsoperan och Rabalder i Ramlösa på Fredriksdalsteatern. Hon har även medverkat i en rad föreställningar på Malmö stadsteater samt på Radioteatern där hon bland annat gjort deckarföljetongen Osbornes ask och Mrs Dalloway.
Utöver teatern har Erikxon även verkat på TV och film. Hon debuterade 1990 i TV-serien Storstad. Bland övriga produktioner hon medverkat i märks bland annat 2001 års film Fru Marianne, thrillern Villospår 2001, den danska TV-serien Örnen 2003 och de tre Wallander-filmerna Innan frosten 2005, Blodsband 2006 och Cellisten 2009. Erixon har också arbetat som pedagog i Teatern.nus projekt Malmö berättar samt på Teaterhögskolorna i Malmö och Luleå.
Hon tilldelades Malmö stads kulturstipendium 1999. Hon är gift med komikern Adde Malmberg.

## Filmografi
- 1990 – Storstad (TV-serie)
- 1995 – Snoken (TV-serie)
- 1996 – Den vita lejoninnan
- 1997 – Spring för livet
- 1999 – Browalls (TV-serie)
- 1999 – Offer och gärningsmän (TV-serie)
- 1999 – Tidigare Gudrun
- 2001 – Fru Marianne
- 2001 – Villospår
- 2002 – Skeppsholmen (TV-serie)
- 2003 – Capricciosa
- 2003 – Nina, Frans och Annika
- 2004 – Graven (TV-serie)
- 2005 – Dödssyndaren
- 2005 – En decemberdröm (TV-serie)
- 2005 – Om Sara
- 2005 – Wallander – Innan frosten
- 2005 – Örnen (TV-serie)
- 2006 – Wallander – Blodsband
- 2007 – Höök (TV-serie)
- 2008 – Dildon – en skakande historia
- 2008 – Kommissarien och havet - Den inre kretsen (TV-serie)
- 2009 – Morden (TV-serie)
- 2009 – Wallander – Cellisten
- 2009 – Succéduon (TV-serie)
- 2010 – Kommissarie Winter (TV-serie)
- 2010 – Saltön (TV-serie)
- 2011 – Bibliotekstjuven (TV-serie)
- 2011 – Melker
- 2011 – Starke man (TV-serie)
- 2012 – Hinsehäxan (TV-serie)
- 2013 – Bron (TV-serie)
- 2013 – Farliga drömmar
- 2014 – Sköterskan
- 2014 – 10 000 timmar
- 2015 – Modus (TV-serie)
- 2016 – Maria Wern - Dit ingen når
- 2018 – Gråzon (TV-serie)
- 2018 – Krocken
- 2019–Heder – Heder (TV-serie) (TV-serie)
- 2020 – Charter
- 2020 – Rebecka Martinsson (TV-serie)
- 2021 – Udda veckor (TV-serie)
- 2022 – Året jag slutade prestera och började onanera

## Teater

### Roller (ej komplett)
| År   | Roll          | Produktion                                                                                             | Regi             | Teater                              |
| ---- | ------------- | --- | ---------------- | ----------------------------------- |
| 2005 | Mrs. Potts    | Skönheten och odjuret (Beauty and the Beast) Alan Menken, Howard Ashman, Tim Rice och Linda Woolverton | Hans Berndtsson  | Skövde stadsteater/ Göteborgsoperan |
| 2008 | Syster Britta | Rabalder i Ramlösa Adde Malmberg och Johan Schildt                                                     | Roine Söderlundh | Fredriksdalsteatern                 |
| 2011 |               | Tjuvar (Diebe) Dea Loher                                                                               | Anna Novovic     | Helsingborgs stadsteater            |
| 2012 |               | Fanny och Alexander Ingmar Bergman                                                                     | Linus Tunström   | Uppsala stadsteater                 |
| 2014 |               | Pang i bygget (Fawlty Towers) John Cleese och Connie Booth                                             | Anders Albien    | Fredriksdalsteatern                 |
| 2015 |               | Ordets makt Ola Larsmo, Martin Lindberg, Åsa Lindholm och Lucia Cajchanova                             | Linus Tunström   | Uppsala stadsteater                 |
| 2017 | Svärmor       | Flaggan i topp (Hurra, ein Junge) Franz Arnold och Ernst Bach                                          | Adde Malmberg    | Krusenstiernska gården              |